# Louis Caput
Pour les articles homonymes, voir Caput.
Louis Caput, surnommé P'tit Louis, né le 23 janvier 1921 à Saint-Maur-des-Fossés et mort le 8 février 1985 à Paris, est un coureur cycliste français. 
Professionnel de 1942 à 1957, il est champion de France sur route en 1946 et remporte Paris-Tours en 1948. Il est directeur sportif de 1966 à 1978 et codirige l'équipe Frimatic-Viva-de Gribaldy avec Jean de Gribaldy durant les saisons 1968 et 1969. Il fut ensuite le directeur sportif de Raymond Poulidor et de Joop Zoetemelk avec les équipes Mercier.

## Palmarès
- 1939
  - 2e de Paris-Gien
- 1941
  - Paris-Alençon
  - 3e du championnat de Paris amateurs
- 1942
  - 3eb étape du Circuit de France
  - 2e du Circuit de Paris
  - 3e du Circuit de France
- 1945
  - Paris-Alençon
- 1946
  -  Champion de France sur route
  - Armagnac-Paris (avec Éloi Tassin)
  - Boucles de la Seine
  - Paris-Reims
- 1947
  - 3e du Grand Prix de l'Écho d'Oran
- 1948
  - Paris-Tours
  - Paris-Limoges
  - 3e du Critérium des As
  - 3e de Liège-Bastogne-Liège
- 1949
  - Grand Prix de l'Écho d'Oran
  - 9e étape du Tour de France
  - 7e du Tour des Flandres
  - 7e de la Flèche wallonne
- 1950
  - 3e du Tour des Flandres
  - 3e du Grand Prix des Alliés
  - 5e de Milan-San Remo
- 1951
  - 3e du Grand Prix du Courrier picard
- 1952
  - Grand Prix de la Bicicleta Eibarresa :
    - Classement général
    - 2e étape

  - 3e du Grand Prix d'Espéraza
  - 3e de Paris-Tours
- 1953
  - Tour de Picardie
  - 6e et 9e étapes du Tour du Maroc
- 1954
  - 3e et 4e étapes du Tour du Maroc
  - Grand Prix de La Marseillaise
  - 3e du Grand Prix d'Espéraza
  - 3e du Tour du Maroc
- 1955
  - Paris-Limoges
  - 14e étape du Tour de France
  - 3e du championnat de France sur route
- 1956
  - Tour de l'Oise et de la Somme :
    - Classement général
    - 1re étape

  - 2e et 6e étapes du Critérium du Dauphiné libéré
  - Circuit des Deux Ponts
  - 3e étape de la Ronde de l'Est
  - 2e du Grand Prix de l'Écho d'Oran
  - 2e du Critérium national
- 1957
  - 2e du Grand Prix de la Soierie
  - 3e du Grand Prix de Saint-Raphaël

## Résultats sur les grands tours

### Tour de France
9 participations
- 1947 : éliminé (2e étape)
- 1948 : abandon (4e étape)
- 1949 : abandon (12e étape), vainqueur de la 9e étape
- 1951 : 45e
- 1952 : abandon (4e étape)
- 1953 : non-partant (12e étape)
- 1954 : abandon (5e étape)
- 1955 : 54e, vainqueur de la 14e étape
- 1956 : 56e

### Tour d'Italie
- 1955 : 68e

### Tour d'Espagne
- 1955 : 55e